# Hoodia pilifera
Hoodia pilifera är en oleanderväxtart. Hoodia pilifera ingår i släktet Hoodia och familjen oleanderväxter.

## Underarter
Arten delas in i följande underarter:
- H. p. annulata
- H. p. pilifera
- H. p. pillansii